# Kontrola zarządcza
Kontrola zarządcza – specyficzne rozwiązanie organizacyjne, tj. koncepcja teoretyczna, którą urzeczywistnia się w praktyce organizacyjnej, aby przezwyciężyć określone problemy w organizacji i osiągać zakładane rezultaty. W ujęciu Józefa Płoskonki, kontrola zarządcza to system procedur, instrukcji, zasad i mechanizmów, które wspomagają zarządzanie zmierzając do uzyskania – przez kierownictwo – pewności, że cele jednostki zostaną osiągnięte.
Kontrola zarządcza to zarazem szczególny reżim prawny, tj. zespół norm prawnych, obowiązujących rozmaite grupy adresatów w różnych sytuacjach, które łączy wspólny mianownik: dana jednostka organizacyjna sektora finansów publicznych.

## Definicja ustawowa
W Polsce, zgodnie z art. 68 ustawy o finansach publicznych:
Kontrolę zarządczą w jednostkach sektora finansów publicznych stanowi ogół działań podejmowanych dla zapewnienia realizacji celów i zadań w sposób zgodny z prawem, efektywny, oszczędny i terminowy.
Celem kontroli zarządczej jest zapewnienie w szczególności:
1. zgodności działalności z przepisami prawa oraz procedurami wewnętrznymi;
2. skuteczności i efektywności działania;
3. wiarygodności sprawozdań;
4. ochrony zasobów;
5. przestrzegania i promowania zasad etycznego postępowania;
6. efektywności i skuteczności przepływu informacji;
7. zarządzania ryzykiem.

## Dokumentowanie systemu kontroli zarządczej
W art. 70 ustawy o finansach publicznych wskazano dokumenty, które sporządza minister kierujący działem administracji publicznej. Są to:
1. roczny plan działalności, wskazujący konkretne cele „w ramach poszczególnych zadań budżetowych wraz ze wskazaniem podzadań służących osiągnięciu celów oraz mierniki określające stopień realizacji celu i ich planowane wartości”;
2. sprawozdanie z wykonania planu działalności;
3. oświadczenie o stanie kontroli zarządczej – tj. indywidualna samoocena świadomego osiągania rezultatów oraz działań, podjętych dla osiągnięcia rozsądnego poziomu pewności, że jednostka funkcjonuje legalnie, efektywnie, oszczędnie oraz terminowo.

Ustawodawca wskazuje także, że minister kierujący działem może zobowiązać kierownika jednostki w dziale do: 
- sporządzania planu działalności na rok następny dla tej jednostki,
- sporządzania sprawozdania z wykonania planu działalności,
- złożenia oświadczenia o stanie kontroli zarządczej za poprzedni rok w zakresie kierowanej przez niego jednostki.

Dokumentacja kontroli zarządczej w każdej jednostce dzieli się na dwie grupy. Pierwsza z nich to dokumenty odnoszące się bezpośrednio do realizacji kontroli zarządczej w tej jednostce, które będą się od siebie różniły w poszczególnych jednostkach w zależności od ich specyfiki, m.in.:
- regulamin kontroli zarządczej,
- kwestionariusz samooceny kontroli zarządczej,
- wzór oświadczenia/zapewnienia o stanie kontroli zarządczej.

Druga grupa to wszystkie inne procedury wewnętrzne na których opiera się funkcjonowanie jednostki.

## Podmioty odpowiedzialne za zapewnienie funkcjonowania kontroli zarządczej
1. Minister w kierowanym przez niego dziale administracji rządowej, z zastrzeżeniem pkt. 2,
2. Wójt, burmistrz, prezydent miasta, przewodniczący zarządu jednostki samorządu terytorialnego,
3. Kierownik jednostki.